# Zlatý stolec

Vlajka Ašanti se Zlatým stolcem

Zlatý stolec (Golden Stool) etnika Ašanti, je božský a královský trůn a nejvyšší symbol moci Ašantů. Plný titul je Sika Dwa Kofi (v překladu: Zlatý stolec zrozený v pátek). Zlatý stolec je podle tradice místem prodlévání ducha etnika Ašanti. Jedná se o sedátko vysoké 46 cm, široké 61 cm pokryté vrstvou zlata. V minulosti se Zlatý stolec stal symbolem jednoty federace akanských států pod vedením Ašantů.
Podle legendy způsobil velekněz Okomfo Anokye, že Zlatý stolec sestoupil z nebe do klína prvního ašantského panovníka jménem Osei Tutu. Zlatý stolec nikdy nebyl určen k sezení – sedali na něj totiž pouze duchové zemřelých vládců. Zlatý stolec je sídlo ducha lidu Ašanti, zároveň umožňuje odpočinek procházejícím duším předků. Zlatý stolec je vždy umístěn na speciální podložce nebo polštáři, případně je postaven na vlastním trůnu.
Při inauguraci býval král Ašantů vyzdvihnut nad stolec, ovšem nesedl si na něj. Zlatý stolec byl k panovníkovi nesen na polštáři – dotknout se jej mohl pouze panovník s titulem Ašantehene.